# Good Hope (Alabama)
Good Hope – miasto w Stanach Zjednoczonych, w stanie Alabama, w hrabstwie Cullman. W roku 2023 miasto zamieszkiwało 2615 osób, a gęstość zaludnienia wynosiła 126,3 osoby/km².